# Köseven
Köseven (Agrostis clavata) är en gräsart som beskrevs av Carl Bernhard von Trinius. Enligt Catalogue of Life ingår Köseven i släktet ven och familjen gräs, men enligt Dyntaxa är tillhörigheten istället släktet ven och familjen gräs. Enligt den finländska rödlistan är arten sårbar i Finland. Arten är reproducerande i Sverige. Artens livsmiljö är fuktiga lundar. Inga underarter finns listade i Catalogue of Life.